# Mariska Halinda
Mariska Halinda (28 de marzo de 1994) es una deportista indonesia que compite en taekwondo. Ganó una medalla de bronce en el Campeonato Asiático de Taekwondo de 2018 en la categoría de –53 kg.

## Palmarés internacional
| Campeonato Asiático | Campeonato Asiático          | Campeonato Asiático | Campeonato Asiático |
| Año                 | Lugar                        | Medalla             | Categoría           |
| ------------------- | ---------------------------- | ------------------- | ------------------- |
| 2018                | Ciudad Ho Chi Minh (Vietnam) | Medalla de bronce   | –53 kg              |